# Voisins-le-Bretonneux
Voisins-le-Bretonneux és un municipi francès, situat al departament d'Yvelines i a la regió de l'Illa de França.
Forma part del cantó de Maurepas, del districte de Rambouillet i de la Comunitat d'aglomeració Saint-Quentin-en-Yvelines.